# Regional Preferente de Álava
A Regional Preferente de Álava constitui a quinta divisão do campeonato Espanhol de Futebol da comunidade autónoma de Álava, (País Basco).
A competição foi criada em 1987 junto com à criação da Federación Alavesa de Fútbol. Antes as equipes alavesas estavam filiadas à Federación Guipuzcoana.

## Equipes Participantes 2018/2019
- Aurrera de Vitória (Vitoria)
- Lasartero Olabide  (Vitoria)
- Rioja Alavesa Luzerna (Laguardia)
- Salvatierra (Salvatierra)
- C.D. Vitoria "B" (Vitoria)
- Ariznabarra (Vitoria)
- El Pilar-Marianistas (Vitoria)
- San Viator (Vitoria)
- Lakua Arriaga (Vitoria)
- Zaramaga (Vitoria)
- CD Alegría (Alegría de Álava)
- S.D. Iru-Bat Santa Lucía (Vitoria)
- C.D. Laudio (Laudio)
- San Prudencio (Vitoria)
- Izarra Gorri (Urcabustaiz)
- Ansares (Iruña de Oca)
- Zuia (Zuya)
- Nanclares (Iruña de Oca)